# 재무비율
재무비율(財務比率, 영어: financial ratio, accounting ratio) 또는 회계비율은 기업의 재무제표에 표기된 각 항목 간의 비율을 일컫는 용어이다. 회계 분야에서 곧잘 사용되는 많은 표준비율은 기업과 조직의 총체적 재무 상황을 평가하는 데에 쓰인다. 본 개념은 기업 내의 관리자, 현재 및 미래의 주주, 채권자가 활용할 수 있다. 한편 여러 회사의 강약점을 분석 및 비교하기 위해서 재무분석가에 의해 활용되기도 한다. 회사 주식이 공개 상장된 경우에는 주식의 시장가가 특정 재무비율에 활용된다. 보통 0.10과 같은 소숫값으로 표기하거나, 10%처럼 백분율 값으로 제공된다.